# Ėlektrogorsk
Ėlektrogorsk (in russo Электрогорск?; anche traslitterata come Elektrogorsk) è una cittadina della Russia europea centrale di 21 130 abitanti (oblast' di Mosca), situata 88 km a est della capitale.
La città venne fondata nel 1912 durante la costruzione di una centrale energetica alimentata a torba, chiamata Ėlektroperedača (Электропередача); il neonato insediamento prese questo nome e lo mantenne fino al 1946, quando ottenne lo status di città e l'attuale nome.
Il suffisso -gorsk che è stato aggiunto al nome non si riferisce, come solitamente succede, a "montagna" (in russo gora), ma a "città"; il significato del nome attuale è dunque quello di città elettrica.

## Società

### Evoluzione demografica
Fonte: mojgorod.ru
- 1939: 12.400
- 1959: 11.500
- 1979: 15.900
- 1989: 18.400
- 2002: 20.353
- 2007: 20.600
- 2010: 21.130[1]